# Leptochiton longispinus
Leptochiton longispinus är en blötdjursart som beskrevs av Saito 200. Leptochiton longispinus ingår i släktet Leptochiton och familjen Leptochitonidae. Inga underarter finns listade i Catalogue of Life.